# Терезоли
Терезоли (итал. Terresoli) је насеље у Италији у округу Карбонија-Иглесијас, региону Сардинија.
Према процени из 2011. у насељу је живело 390 становника. Насеље се налази на надморској висини од 135 м.